# Dret lingüístic de l'occità
El dret lingüístic és el marc legal d'aprenentatge i ús lingüístic. En el cas de la llengua occitana, aquesta és legislada pel dret de diferents entitats administratives on històricament s'ha parlat, tant a nivell regional, com estatal i supranacional.

## Territoris regionals

### Occitània

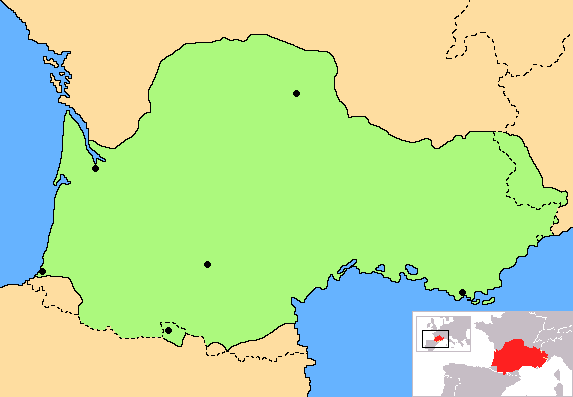
Occitània

- Alvèrnia: cens de l'any 2006 Pratiques et représentations des langues régionales (IFOP) sobre l'occità i el borbonès.[1]

- Aquitània: les Orientations 2008-2010 de la politique publique concertée en faveur de la langue occitane en Aquitaine[2] de 22 de gener de 2008, i les quinze mesures que pretenen[3] juntament amb la posterior Convention cadre de partenariat pour le developpement et la structuration de l'offre d'enseignement de l'occitan et en occitan dans l'Académie de Bordeaux - enseignement public, enseignement privé – (2011 - 2015)[4] de 27 de juny de 2011, són dos documents que pretenen coordinar esforços entre la regió i els seus departaments en les orientacions aprovades l'any 2008 i 2011 per establir una política lingüística pública per l'occità que pretenen la transmissió intergeneracional de la llengua, la seva socialització i l'ensenyament de i en occità.

- Llemosí: acompanyament i suport per a les organitzacions que vetllen per la promoció de la llengua.

- Llenguadoc-Rosselló: la Stratégie du Conseil Régional LR en faveur de l'Occitan[5] de 3 de febrer de 2006, pretén coordinar esforços dins de la regió en matèria d'educació (augment de línies bilingües i de places de professorat, formació d'adults, etc.), cultura (subvenció de teatre i altres manifestacions de cultura popular), societat (subvenció de mitjans de comunicació orals i escrits, i promoció de la llengua com a eina de comunicació no únicament folklòrica), estructures de promoció lingüística i cultural (CIRDOC, etc.) i col·laboració amb la resta de regions de parla occitana.

- Migdia-Pirineus: el Schéma régional de développement de l'occitan 2008 – 2013[6] de 20 de desembre de 2007, pretén coordinar esforços dins de la regió per tal de crear una política pública per al desenvolupament de la llengua i la cultura occitanes mitjançant una orientació envers l'educació, els mitjans de comunicació, el paper social de la llengua, la subvenció i difusió d'obres en occità i la recerca lingüística i cultural. A nivell municipal destaca la Charte municipale pour la langue et la culture occitanes[7] de la ciutat de Tolosa de Llenguadoc, dins del Projet culturel pour Toulouse 2009-2014.

- Provença-Alps-Costa Blava: el Cadre d'intervention "Edition – Arts Visuels – Cultures Régionales",[8] de 22 d'octubre de 2010, és un estudi que pretén plasmar les ajudes a la creació artística i literària en el sector de les llengües i les cultures regionals, i crear i mantenir una xarxa regional dels centres de referència per a la seva valorització, difusió, ús i transmissió socials.

- Roine-Alps: l'informe Reconnaître, valoriser, promouvoir l'occitan et le francoprovençal, langues régionales de Rhône‐Alpes,[9] de 9 de juliol de 2009, és un estudi sobre l'interès social de la llengua i, entre d'altres, la creació d'un comitè d'experts per a una política lingüística a favor de les llengües regionals i el nomenament d'un conseller amb la funció de dur a terme accions i campanyes de socialització i ús de la llengua.

### Catalunya
- Val d'Aran

  - L'Estatut d'Autonomia de Catalunya de 2006 a l'article 6 es refereix a la llengua pròpia i les llengües oficials. L'article 6.5 oficialitza la llengua occitana a Catalunya quan esmenta que La llengua occitana, denominada aranès a l'Aran, és la llengua pròpia d'aquest territori i és oficial a Catalunya, d'acord amb el que estableixen aquest Estatut i les lleis de normalització lingüística.
  - La Llei d'Aran, de 1990,[10] desenvolupa el règim especial de la Val d'Aran.
  - La Llei de política lingüística, de 1998,[11] desenvolupa les competències en legislació lingüística.
  - La Llei de l'occità, aranès a l'Aran, de 2010,[12] desenvolupa la legislació lingüística en matèria de l'occità tant a Catalunya com a la Val d'Aran.

### Piemont

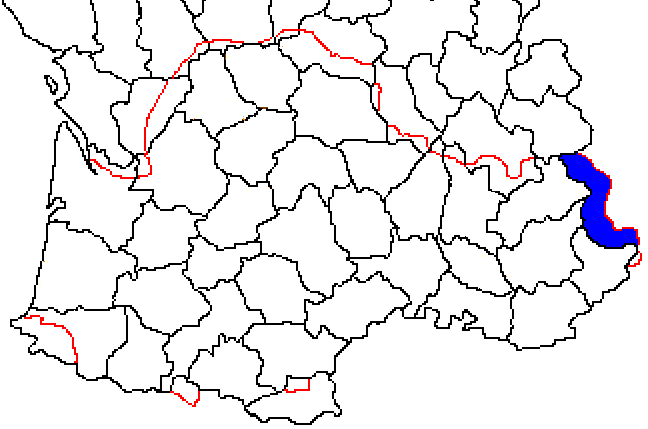

- Valls Occitanes: l'Statuto de la Regione Piemonte[13] (2005) postula la protecció oficial de les minories lingüístiques, entre elles l'occitana, als articles 7.3 i 7.4 de Patrimonio culturale. Així mateix, la Llei regional núm. 11 de 2009[14] de Tutela, valorizzazione e promozione del patrimonio linguistico del Piemonte, esmenta la protecció i valorització lingüístiques i la descripció oficial de les comunitats lingüístiques de llengua piemontesa, occitana, francoprovençal, francesa i walser (alt alemany). Aquesta llei és una modernització de la Llei núm. 482 de 1999 de Norme in materia di tutela delle minoranze linguistiche storiche, en la qual no s'incloïa la comunitat de llengua piemontesa.

### Calàbria
- La Gàrdia: l'Statuto de la Regione Calabria (2003) esmenta la protecció i valorització de les minories lingüístiques, entre elles l'occitana, al seu article 2.2.p de Princìpi e Finalità.[15]

## LaCarta interregionalde l'occità (2011)
Davant de la quantitat de textos i de propostes diverses de cadascuna de les regions occitanes, el Consell Regional d'Aquitània va aprovar, el 24 d'octubre de 2011, la Charte de coopération interrégionale et transfrontalière de développement de la langue occitane ou langue d'Oc, un text que pretén dur a terme una política lingüística efectiva de forma col·laborativa amb la resta de regions de parla occitana "visant à inverser la tendance actuelle, afin d'arriver, à terme, à une augmentation significative du nombre de locuteurs".
Aquesta carta, doncs, es tracta d'una col·laboració transfronterera i interregional que pretén definir un marc d'acció comú en matèria d'ensenyament, formació d'adults, mitjans de comunicació orals i escrits, foment i difusió de la llengua i recerca científica, per tal de contribuir a l'increment de la seva transmissió i a promoure la diversitat lingüística i cultural.
És un text aprovat per les regions d'Aquitània, Alvèrnia, Llenguadoc-Rosselló, Llemosí, Migdia-Pirineus, i Roine-Alps que, tot i constar només de línies d'actuació molt genèriques, marca set eixos (especialment, l'ensenyament de la llengua) a través dels quals es pugui constituir una política lingüística per a l'occità.
1. Ensenyament: creació de noves línies bilingües als ensenyaments primari i secundari, classes d'occità a l'escola, ensenyament superior universitari, producció de materials didàctics, campanyes de sensibilització per a les famílies, formació professional i d'adults, promoció de certificats lingüístics (bàsicament, el Diplôme de Certification Linguistique o DCL) i suport a les iniciatives que vetllin per a la transmissió lingüística.
2. Visibilitat pública de la llengua: suport a les iniciatives que afavoreixin la presència de la llengua al carrer (senyalització bilingüe), a l'economia (empresa, turisme, productes locals…) i a les activitats esportives i culturals.
3. Mitjans i indústries culturals: suport als mitjans de comunicació orals (ràdio), escrits (premsa) i audiovisuals (televisió) i creació de produccions en occità o subtitulades.
4. Arts escèniques: suport conjunt de les regions envers les principals manifestacions culturals occitanes, així com la creació contemporània i les pràctiques culturals que involucrin el jovent.
5. Eines lingüístiques: creació del futur Congrès Permanent de la Lenga Occitana, amb l'objectiu de posar a l'abast públic eines lingüístiques informatitzades.
6. Avaluació de polítiques lingüístiques: realització periòdica d'enquestes sociolingüístiques sobre els usos, representacions i competències en occità i col·laboració amb altres ens de caràcter regional.
7. Patrimoni i Patrimoni Cultural Immaterial: constituir un fons documental digitalitzat sobre el patrimoni cultural immaterial.

## Estats
- Espanya: la constitució espanyola de 1978 es refereix a l'"especial respecte i protecció" de les llengües i modalitats lingüístiques al seu article 3.
- França
  - La Constitució Francesa de 1958 es refereix al francès com la llengua de la República al seu article 2.[24]
  - La Llei constitucional núm. 2008-727 de 2008 sobre la modernització de les institucions de la 5a República va reformar l'article 75 de la Constitució amb la introducció d'un apartat en què estableix que "les llengües regionals formen part del patrimoni de França".[25]

- Itàlia
  - La Constitució italiana de 1948 es refereix a les llengües als articles 3 i 6.[26]
  - La Llei 482 1999 sobre les minories lingüístiques històriques reconeix oficialment la llengua occitana com a minoria lingüística.[27]

- Mònaco: la Constitució de Mònaco de 1962 es refereix al francès com a llengua oficial del Principat al seu article 8.[28]

## Entitats supraestatals
- Europa
  - El Reglament 1 de 1958 del Consell de la CEE, amb les modificacions posteriors corresponents, establí les llengües oficials a la Unió, tot i que l'occità no és llengua oficial a la UE.
  - La Carta europea de les llengües regionals o minoritàries (1992) promou la diversitat lingüística a Europa, ja que comporta el compromís dels Estats membres del Consell d'Europa que han signat el tractat internacional a protegir i promoure les llengües regionals o minoritàries. Tot i que Espanya, França i Itàlia l'han signada, només Espanya l'ha ratificada.